# Holger Behnert
Holger Behnert (* 31. Oktober 1964) ist ein ehemaliger deutscher Fußballspieler.

## Laufbahn
Behnert spielte in der Jugend des TuS 93 Lübeck und des VfB Lübeck, ab 1983 gehörte er der VfB-Herrenmannschaft an. Ihm gelang auch der Sprung in die Auswahl des Schleswig-Holsteinischen Fußballverbands. 1989 wechselte er zum TuS Hoisdorf. Im Dezember 1991 gelang Mannschaftskapitän Behnert eine beachtenswerte Leistung, als er beim 7:1-Heimsieg der Hoisdorfer gegen den VfL Herzlake in der ersten Spielhälfte vier Tore erzielte. 1992 kehrte Behnert zum VfB Lübeck zurück.
Er hatte beim VfB sechs Jahre lang das Amt des Mannschaftskapitäns inne. 1993 stieg er mit der Mannschaft in die Oberliga auf, 1995 führte er die Lübecker als Spielführer zum Aufstieg in die 2. Fußball-Bundesliga, in welcher er bis 1997 57 Spiele (3 Tore) bestritt. Die Fachzeitschrift Kicker berief ihn 1995/96 in die Zweitligaelf des Jahres. Insgesamt kam er im Zeitraum 1983 bis 1998 auf 391 Pflichtspieleinsätze für den VfB Lübeck, in denen er 142 Tore erzielte. 1998 ging der vornehmlich als Libero (zuvor auch im Sturm sowie im Mittelfeld) eingesetzte, 1,76 Meter große Behnert zum TuS Hoisdorf zurück, für den er bis 2001 auflief.
Bis 2019 spielte der beruflich bei einer Brauerei tätige Behnert in der Altliga des VfB Lübeck, mit der er 2013 die deutsche Meisterschaft errang.